# Olivier Bonnaire
Olivier Bonnaire (Quesnoy, 2 de marzo de 1983) es un ciclista francés que fue profesional desde 2005 hasta 2011. Es primo de Laurent Lefèvre.

## Biografía
Olivier Bonnaire comenzó su carrera profesional 2005 en el equipo Bouygues Telecom. Sin embargo no le renovaron para la temporada 2009. 
Marc Madiot decidió ficharle por una temporada para el equipo Française des Jeux en diciembre de 2009, con el fin de paliar las ausencias por lesiones de Jérémy Roy y de Timothy Gudsell.
Ha participado en muchas carreras del calendario mundial como el Tirreno-Adriático, la Milán-San Remo o la Gand-Wevelgem.

## Palmarés
No ha conseguido ninguna victoria como profesional.

## Resultados en Grandes Vueltas
| Carrera | Carrera         | 2005 | 2006  | 2007 | 2008 | 2009 | 2010 | 2011 |
| ------- | --------------- | ---- | ----- | ---- | ---- | ---- | ---- | ---- |
|         | Giro de Italia  | 82.º | 115.º | 45.º | ―    | ―    | ―    | ―    |
|         | Tour de Francia | ―    | ―     | ―    | ―    | ―    | ―    | ―    |
|         | Vuelta a España | ―    | ―     | ―    | 61.º | 48.º | ―    | ―    |

―: no participa

Ab.: abandono